# Timmiella corniculata
Timmiella corniculata là một loài Rêu trong họ Pottiaceae. Loài này được (Wahlenb.) Broth. miêu tả khoa học đầu tiên năm 1902.